# Saidjahus guttatus
Saidjahus guttatus là một loài chân đều trong họ Eubelidae. Loài này được Dollfus miêu tả khoa học năm 1898.